# École nationale en divertissement interactif
L'École nationale en divertissement interactif (ÉNDI) était un établissement d'enseignement en jeux vidéo situé dans la ville de Québec (Québec, Canada) entre 2008 et 2012,.

## L'école
La réalisation de cette école a été encouragée par le maire Régis Labeaume face à l'évolution florissante du secteur des jeux vidéo dans la capitale nationale. Plusieurs compagnies dans ce domaine, dont Ubisoft, Sarbakan, Beenox et Frima, offriront dans l'avenir de nombreux emplois. 
Chaque session était d'une durée de trois mois et s'adressait aux sortants du collège et de l'université, ainsi qu'à ceux qui voulaient se perfectionner dans la conception de jeux vidéo. La certification industrielle reçue est l'équivalent d'une attestation d'études collégiales.[réf. nécessaire]

### Conseil d'administration
| Fonction                       | Nom                      | Lien dans le milieu                                                                                                  |
| ------------------------------ | ------------------------ | --- |
| Président                      | Nicolas Rioux            | Vice-président et directeur général (Québec), Ubisoft                                                                |
| Vice-président - Industrie     | Dominique Brown          | Président, Beenox |
| Vice-présidente - Institutions | Nicole Rousseau          | Directrice, Formation continue, Service aux entreprises, Affaires internationales, Cégep Limoilou                    |
| Trésorier                      | Pierre Lefrançois        | Directeur des études et de la recherche, Université du Québec                                                        |
| Membre                         | Jacques Topping          | Vice-Président, Frima Studio                                                                                         |
| Membre                         | Claude Dubé              | Vice-recteur à la recherche et à la création, Université Laval                                                       |
| Membre                         | Samuel Alexandre Bourret | Ressources humaines, Sarbakan                                                                                        |
| Membre                         | Caroline Têtu            | Directrice développement des affaires, Logiciels, Arts numériques et divertissement interactif, Québec International |
| Membre                         | Edward Berryman          | Directeur adjoint, Direction des études, Cégep de Ste-Foy                                                            |

## Campus
Le campus était situé au centre-ville, dans le quartier Saint-Roch où est situé l'édifice de La Fabrique de l'Université Laval, tout près des bureaux d'Ubisoft et de Beenox. Les résidences des étudiants étaient derrière le siège social de l'Université du Québec dans le même quartier, rue Fleuris.

## Partenariats
L'école était le fruit d'un partenariat avec quatre établissements scolaires de la ville de Québec, soit l'Université Laval, l'Université du Québec, le Cégep de Sainte-Foy et le Cégep Limoilou, avec la participation financière de la Ville de Québec, d'Emploi-Québec, du ministère québécois du Développement économique, Innovation et Exportation, et des compagnies de jeux vidéo : Beenox, Frima Studio, Humagade, Sarbakan et Ubisoft.